# Coffea arabica
Coffea arabica (waarvan de vruchten wel arabicakoffie genoemd) is een plantensoort uit de sterbladigenfamilie. Het is een van de twee meest geteelde koffiesoorten. De andere is Coffea canephora (waarvan de vruchten wel robustakoffie genoemd).
De tetraploïde en zelfbestuivende plant kan ongesnoeid ongeveer vijf meter hoog worden. Van oorsprong komt Coffea arabica uit het Ethiopisch Hoogland. Van daaruit werd de soort naar de Arabische wereld verspreid en daar is drinkbare koffie uitgevonden zoals we die kennen.

## Geschiedenis
In 1690 werd de plant, waarschijnlijk afkomstig uit Jemen, door de Nederlanders ingevoerd op Java en in 1699 opnieuw. In 1708 werd vanuit Java een plant die bloeide en bessen gaf, overgebracht naar de Hortus Botanicus Amsterdam. In 1715 stuurde de toenmalige burgemeester van Amsterdam nazaten van deze plant naar koning Lodewijk XIV in Parijs, waar ze verder werden verzorgd door Antoine de Jussieu. Ook werden er in 1718 planten vanuit Amsterdam verstuurd naar Suriname van waaruit ze in 1725 door de Fransen werden verspreid over Frans-Guyana. Vanuit Frans-Guyana vond in 1727 verdere verspreiding plaats naar Brazilië. Nakomelingen van de Parijse plant kwamen rond 1720 in Martinique terecht en van daaruit in 1730 op Jamaica. Vanuit deze introducties is de soort verder verspreid naar het Caraïbisch Gebied, Centraal-Amerika en Zuid-Amerika. Aan het eind van de zeventiende eeuw werd de soort ook ingevoerd in India en Ceylon. In 1740 kwamen nakomelingen van de  Amsterdamse plant op de Filipijnen en in 1825 op Hawaï terecht. De Fransen namen de plant mee naar hun Afrikaanse kolonies. Ook is via de Royal Botanic Garden Edinburgh in 1878 een nakomeling van de Amsterdamse plant in Nyasaland terechtgekomen, van waaruit hij omstreeks 1900 verder naar Oeganda werd verspreid.